# Rue Decamps
Koordinaten: 48° 52′ N, 2° 17′ O
Die Rue Decamps ist eine 550 Meter lange und 10 Meter breite Straße im 16. Arrondissement von Paris.

## Lage
Sie beginnt bei Nummer 5 der Place de Mexico und endet bei den Nummern 110 der Rue de la Tour und 66 der Rue de la Pompe. Der längere nördliche Teil der Straße befindet sich im Quartier de la Porte-Dauphine und der kürzere südliche Teil im Quartier Muette. Die beiden Teilstrecken werden unterbrochen durch die Avenue Georges-Mandel, die die Grenze zwischen den beiden Quartiers markiert.
Die Straße kann mit der Metro über die Stationen Rue de la Pompe und Trocadéro   erreicht werden.

## Namensursprung
Die Straße ist nach dem französischen Maler, Aquarellmaler, Zeichner und Graveur Alexandre-Gabriel Decamps (1803–1860) benannt.

## Geschichte
Der nördliche Abschnitt der Straße war gemäß einer alten Karte des Kartographen Roussel (Plan de Roussel) bereits 1730 vorhanden und erscheint auf einer Flurkarte von 1825 unter der Bezeichnung Rue du chemin de Versailles. Später firmierte die Straße als Rue de la Croix und seit 1864 trägt sie zu Ehren des Malers Alexandre Decamps (1803–1860) ihren heutigen Namen.

## Sehenswürdigkeiten
- Der rechte Rand des Straßeneingangs wird vom Lycée Janson de Sailly gestimmt.
- Nr. 2: Eine Gedenktafel erinnert daran, dass der Flieger Maurice de Seynes hier wohnte.
- Nr. 10: Der Journalist, Essayist und Historiker Philippe Ariès (1914–1984) wohnte von 1920 bis 1949 hier.[1]
- Nr. 37: Hier wohnte 1920 vorübergehend Alimardan Topchubashov (1862–1934), der 1918/19 Präsident des Parlaments von Aserbaidschan war. Eine Gedenktafel erinnert daran.

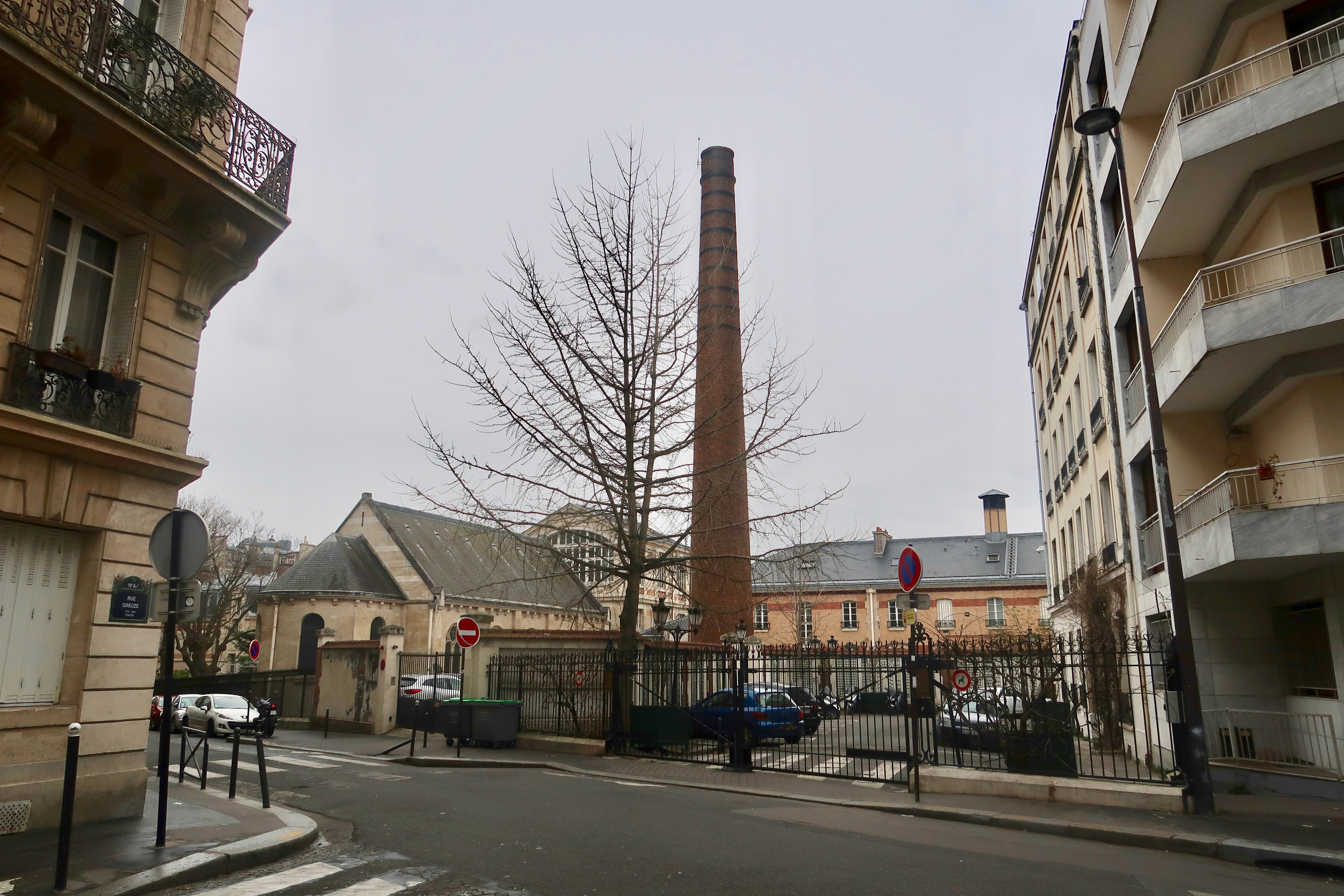
Gasse zum Lycée Janson de Sailly
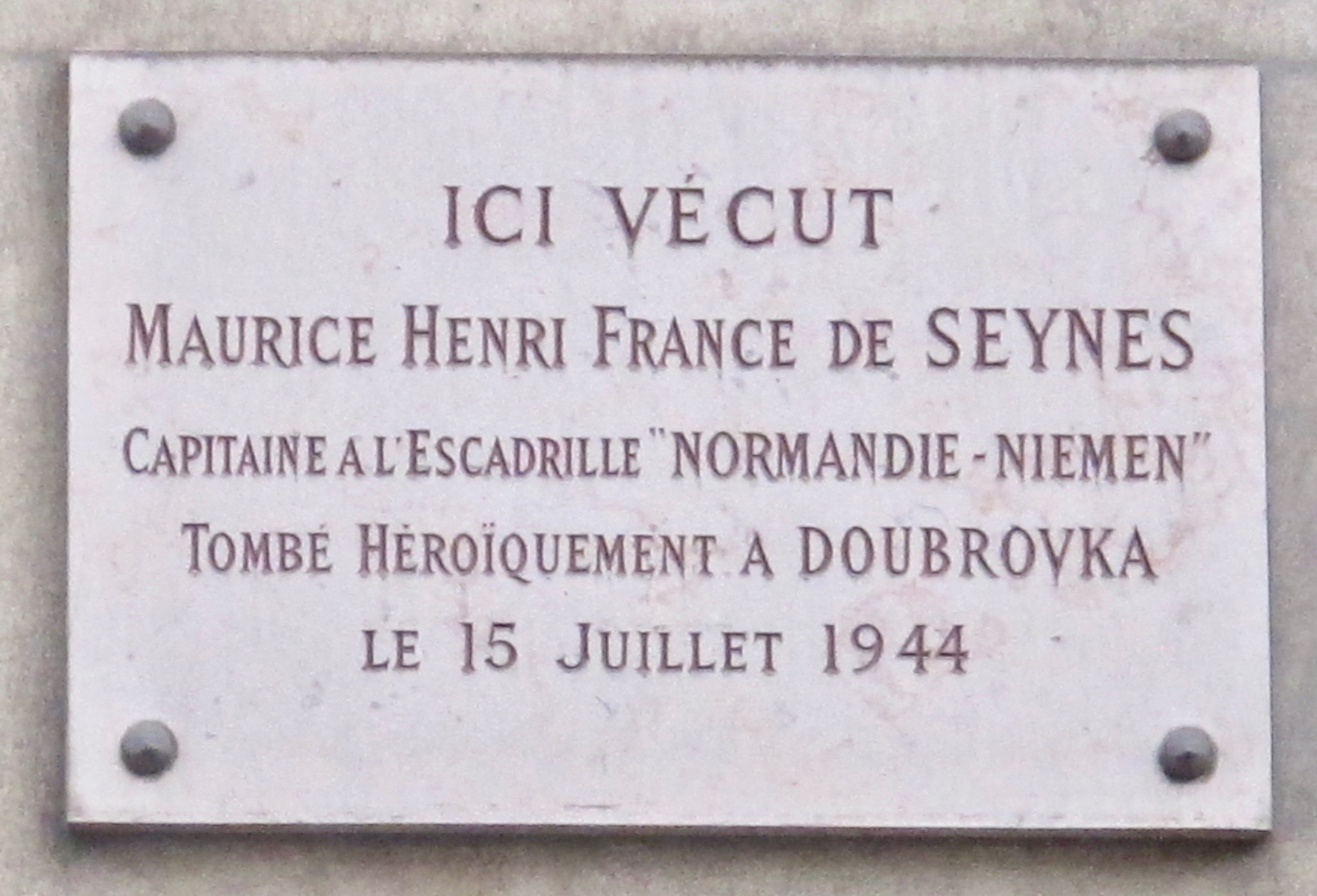
Erinnerungstafel an Nr. 2
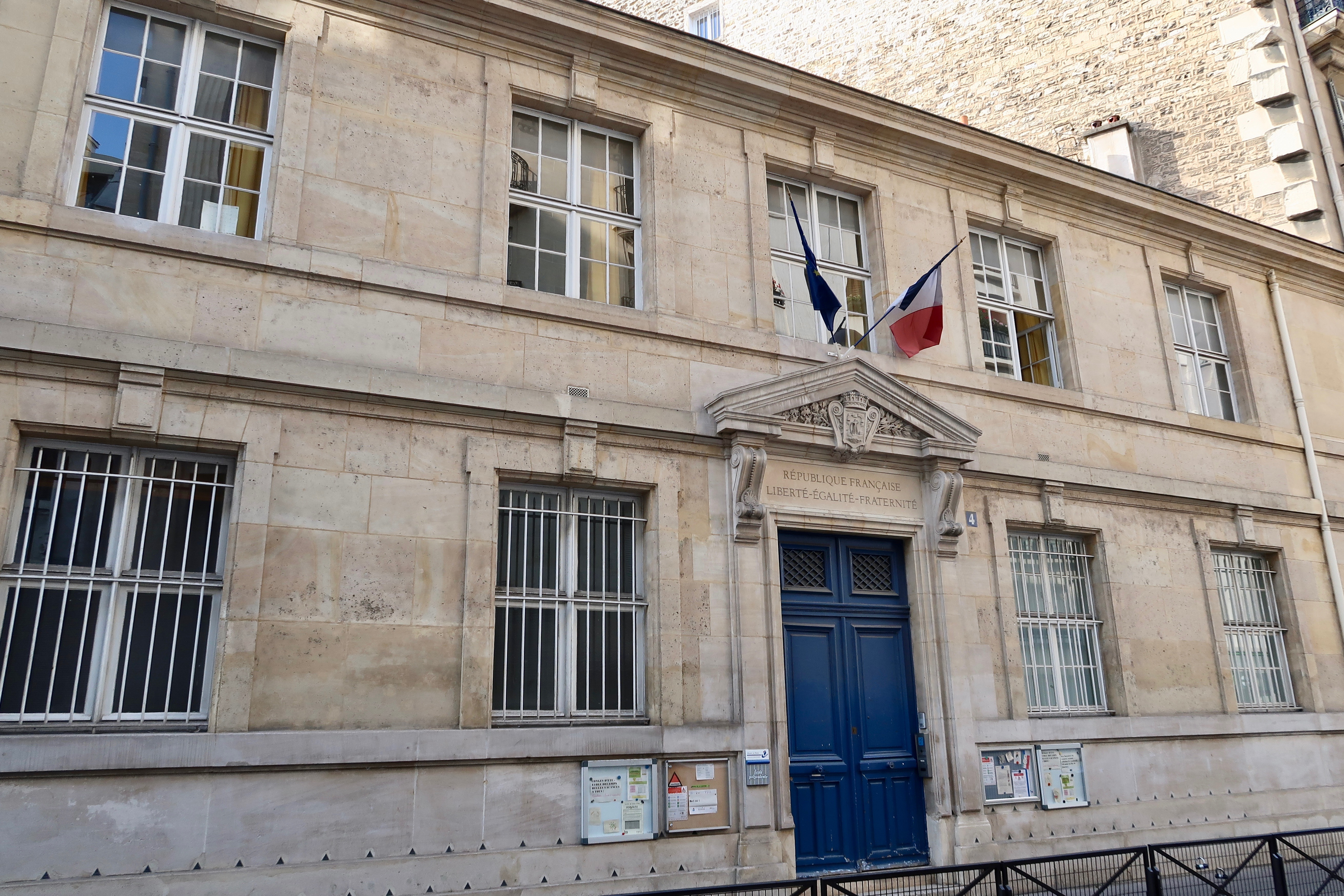
Grundschule, Nr. 4
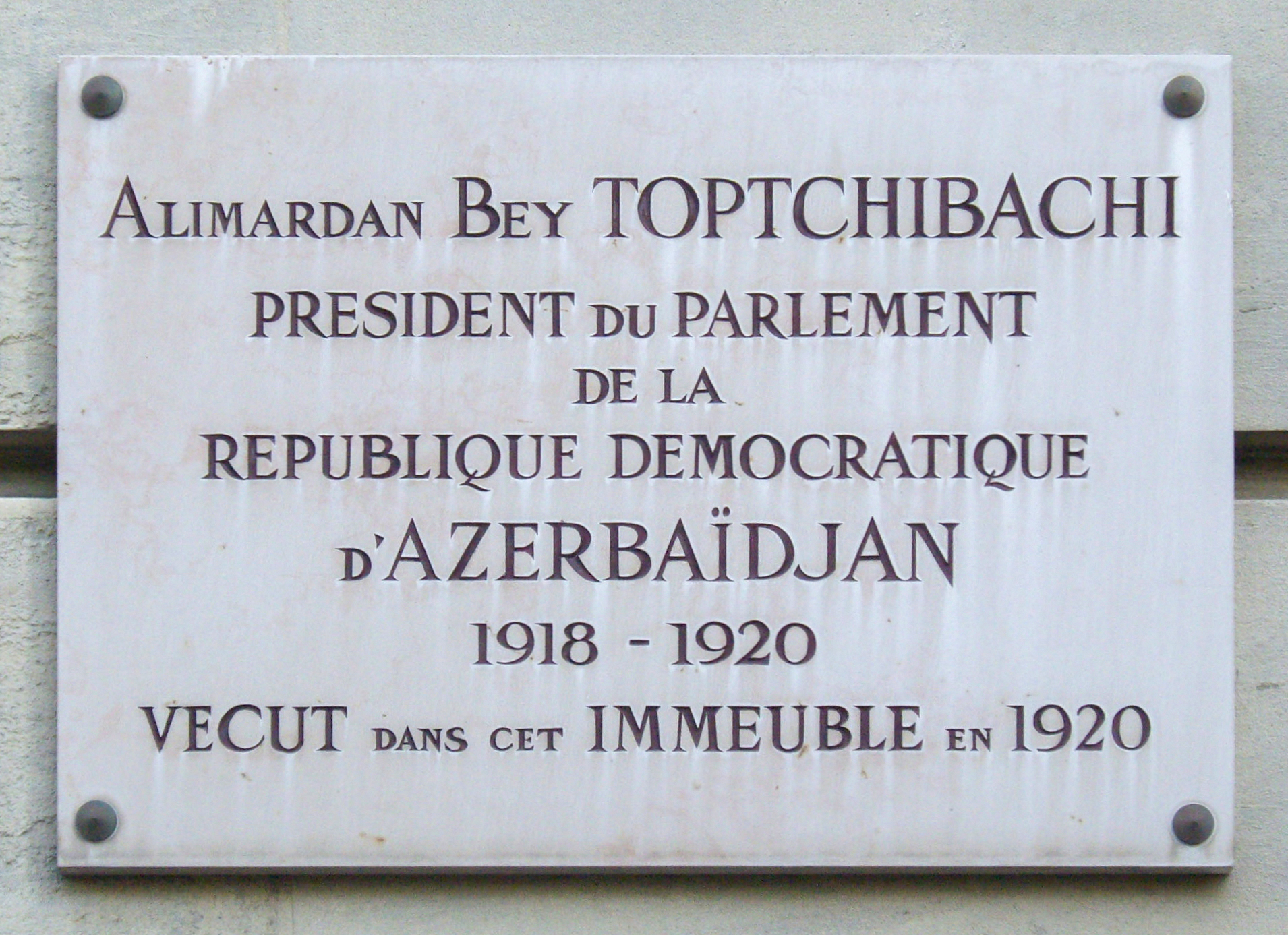
Erinnerungstafel an Nr. 37
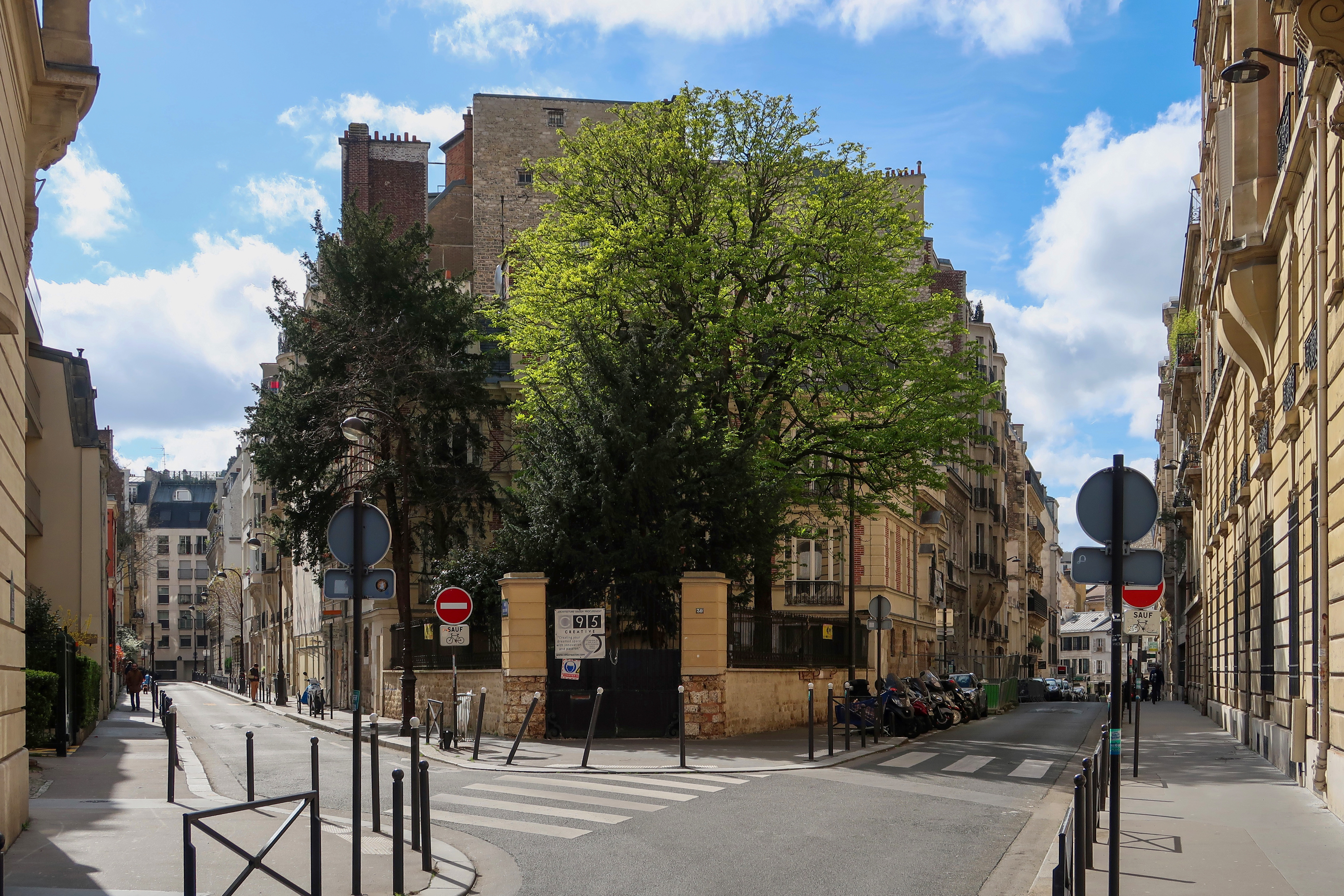
Kreuzung mit der Rue Eugène-Delacroix
Detail eines Gebäudes an der Kreuzung Avenue Georges-Mandel